# أماريليس فوينتيس
يُستخدم هذا الاسم من عادات التسمية الإسبانية: اسم العائلة الأول أو الأب هو فوينتيس، واسم العائلة الثاني أو الأم هو ألسيبار.

كانت أماريليس فوينتيس (1894-1955) معلمة إكوادورية ومنادية بمنح المرأة حق الاقتراع، وأصبحت واحدة من أوائل النساء في البلاد اللاتي يشغلن مناصب عامة. وقد ساهمت كمدرسة وضغطت على نفسها من أجل تأسيس المكتبات في غواياكيل. يوجد مدرسة وشارع تحملان اسمها في مسقط رأسها.

## النشأة
وُلدت أماريليس فوينتيس ألسيبار في عام 1894، في غواياكيل، الإكوادور هي ابنة ميرسيدس ألسيبار وميغيل كليمنتي فوينتيس. بدأت تعليمها المبكر مع والدتها ثم درست  في المدرسة التي تديرها ديبورا لاموتا، وغيرها من المدارس للحصول على أوراق اعتمادها التعليمية.

## الحياة المهنية
بدأت فوينتيس التدريس في عام 1908 وعملت لمدة سبع سنوات، قبل الانتقال إلى كيتو لمواصلة تعليمها. التحقت بمدرسة مانويلا كانيزاريس العادية ودرست المنهجية والتربية. في عام 1916 حصلت على شهادة كمدرسة عادية في المدرسة، وفي نفس العام حضرت المؤتمر الأول المخصص لعلم التربية في البلاد.
بعد عودتها إلى غواياكيل، عملت فوينتيس في عدة مدارس مختلفة قبل أن تم تعيينها نائبة لمدير مدرسة ريتا ليكومري في عام 1919. وفي وقت لاحق من ذلك العام، أعيد تنظيم المدرسة كمؤسسة عادية وتمت ترقية فوينتيس إلى مديرة نظرًا لمهمة إكمال إعادة هيكلة المدرسة. كانت واحدة من الأعضاء المؤسسين لفرقة النساء من الثقافة الشعبية، التي أنشأتها روزا بورخا دي ياكازا.
وابتداءً من عام 1924، بدأت النساء في غواياكيل في التحريض على حق التصويت والمشاركة في المجالس المحلية. عندما تلقت ماتيلد هيدالغو حكمًا من المجلس الوزاري يمكنها أن تصوت، بدأت النساء العاملات في غواياكيل يشاركن في الانتخابات البلدية. في عام 1925، عندما كان من الصعب على النساء الحصول على منصب في مجلس المدينة، انتُخبت فوينتيس للعمل كعضو مجلس في مجلس الكانتونات،  لتصبح أول امرأة تشغل منصب عضو مجلس الكانتون في البلاد. كعضوة في المجلس، ضغطت على تحسين المرافق التعليمية وكان لها دور أساسي في تطوير المكتبات.

## الوفاة والوصية
تُوفيت فوينتيس في 19 فبراير 1955 في غواياكيل. في السنة التي سبقت وفاتها، وهي مدرسة تجارية تحمل اسمها، ركزت على المحاسبة والتعليم الإداري افتتحت في بلدتها الأم. كانت المدرسة تُدار من قبل مقاطعة غواياس حتى عام 1992، عندما انتقلت السيطرة على المؤسسة إلى الولاية. هناك أيضا شارع في حي سنتناريو، في الجزء الجنوبي من غواياكيل الذي يسمى على شرفها.

## قائمة المراجع
- Avilés Pino, Efrén (2016). "Fuentes Amarilis". Enciclopedia del Ecuador (in Spanish). Guayaquil, Ecuador. Archived from the original on 30 September 2017. Retrieved 23 November 2017.
- Prieto, Mercedes (2008). Mujeres y escenarios ciudadanos [Women and scenarios as citizens] (PDF) (in Spanish) (1st ed.). Quito, Ecuador: FLACSO, Sede Ecuador. ISBN 978-9978-67-180-1. Archived from the original (PDF) on 20 November 2017.
- Quintero, Rafael (1980). El Mito del Populismo en el Ecuador [The Myth of Populism in Ecuador] (PDF) (in Spanish) (1st ed.). Quito, Ecuador: FLACSO Editores. Archived from the original (PDF) on 21 November 2017.
- Valverde de Duarte, Berta (9 October 2011). "Guayaquileñas en el municipio de su ciudad" [Women of Guayaquil in the municipality of your city] (in Spanish). Guayaquil, Ecuador: La Revista el Universo. Archived from the original on 28 September 2017. Retrieved 23 November 2017.
- "Colegio Fiscal Amarilis Fuentes Alcívar: Forjando líderes – Primera parte" [Colegio Fiscal Amarilis Fuentes Alcívar: Forging Leaders – Part One] (in Spanish). Guayaquil, Ecuador: PP Digital. 30 August 2011. Archived from the original on 30 December 2016. Retrieved 23 November 2017.
- "Evocación a los maestros Amarilis Fuentes Alcívar y Pedro Martínez" [Evocation to the teachers Amarilis Fuentes Alcívar and Pedro Martínez] (in Spanish). Guayaquil, Ecuador: El Universo. 30 January 2005. Archived from the original on 6 November 2016. Retrieved 23 November 2017.